# Chiến dịch Nước Lũ
Chiến dịch Nước Lũ là một loạt các cuộc tấn công nhắm vào nhiều ngôi chùa Phật giáo tại các thành phố lớn ở Việt Nam Cộng hòa vào ngày 21 tháng 8 năm 1963. Lực lượng Đặc biệt của Quân lực Việt Nam Cộng hòa dưới sự chỉ đạo của Đại tá Lê Quang Tung cùng lực lượng cảnh sát dã chiến đã thực hiện chiến dịch này, cả hai đều nhận lệnh trực tiếp từ Ngô Đình Nhu, em trai của Tổng thống Đệ Nhất Cộng hòa và cũng là một tín đồ Công giáo Ngô Đình Diệm. Chùa Xá Lợi, ngôi chùa được coi là lớn nhất ở thủ đô Sài Gòn của Việt Nam Cộng hòa, là tâm điểm chính của cuộc tấn công. Hơn 1.400 Phật tử đã bị bắt giữ, và số người chết hoặc mất tích ước tính lên tới hàng trăm người. Phản ứng sau vụ xả súng lễ Phật Đản ở Huế và lệnh cấm treo cờ Phật giáo vào đầu tháng 5, phần lớn Phật tử ở Việt Nam Cộng hòa đã nổi dậy bằng các hành động bất tuân dân sự và biểu tình rộng khắp để phản đối sự thiên vị tôn giáo và phân biệt đối xử của chính quyền Diệm mà phần lớn do người Công giáo nắm quyền. Các ngôi chùa ở các thành phố lớn, đặc biệt là chùa Xá Lợi, trở thành địa điểm tập trung của đoàn người biểu tình và nơi tập hợp của các tăng sĩ từ nông thôn.
Vào tháng 8, một số tướng lĩnh Quân lực Việt Nam Cộng hòa đã đề xuất áp dụng thiết quân luật, mục đích là để giải tán các cuộc biểu tình, nhưng thực chất là một bước chuẩn bị cho cuộc đảo chính quân sự. Ngô Đình Nhu, vốn đang tìm phương án bắt giữ các lãnh đạo Phật giáo và dập tắt phong trào phản kháng, đã lợi dụng cơ hội này để đi trước một bước, làm suy giảm uy tín của các tướng lĩnh. Ông đã cho lực lượng đặc biệt của Đại tá Tung cải trang thành quân đội rồi dùng lực lượng này tấn công các Phật tử, khiến dư luận và đồng minh Hoa Kỳ của Việt Nam Cộng hòa đổ lỗi cho quân đội, làm suy giảm uy tín của các tướng lĩnh cũng như khả năng họ trở thành lãnh đạo quốc gia.
Đêm 20 rạng sáng 21 tháng 8, lực lượng của Ngô Đình Nhu đã tấn công các ngôi chùa bằng súng tự động, lựu đạn, búa phá cửa và chất nổ. Hậu quả là nhiều tài sản Phật giáo bị phá hủy hoặc hư hại, trong đó có tượng Phật Thích-ca Mâu-ni tại chùa Từ Đàm ở Huế cũng đã bị hư hại một phần. Các chùa chiền đều bị cướp phá, hài cốt của các vị cao tăng cũng bị thu giữ. Hơn 1.400 Phật tử bị bắt trong chiến dịch, trong khi số người thiệt mạng và mất tích được cho là lên đến hàng trăm.
Gia đình họ Ngô tuyên bố rằng quân đội đã tiến hành các cuộc đột kích, điều mà các đồng minh Hoa Kỳ của họ ban đầu tin là thật. Tuy nhiên, sau này sự thật đã bị phanh phui, và vụ việc khiến Hoa Kỳ quay lưng với anh em Diệm–Nhu và bắt đầu tìm kiếm các phương án lãnh đạo thay thế, cuối cùng dẫn đến cuộc đảo chính lật đổ Diệm vào tháng 11. Tại Việt Nam Cộng hòa, các cuộc tấn công đã làm dấy lên làn sóng phẫn nộ rộng khắp. Một số quan chức cấp cao từ chức, sinh viên đại học và trung học tẩy chay các lớp học và tổ chức các cuộc biểu tình bạo động, dẫn đến các vụ bắt giữ hàng loạt. Do phần lớn sinh viên thuộc gia đình công chức trung lưu và quân nhân, việc bắt giữ này càng gây thêm sự bất mãn trong chính tầng lớp vốn là cơ sở quyền lực của gia đình họ Ngô.

## Bối cảnh
Tại Việt Nam Cộng hòa, nơi mà số người theo đạo Phật chiếm từ 70 đến 90% dân số vào thời điểm năm 1963, các chính sách thiên vị Công giáo của Tổng thống Ngô Đình Diệm đã gây bất mãn cho nhiều Phật tử. Là một người thuộc nhóm thiểu số Công giáo, chính quyền của ông Diệm thiên vị người Công giáo trong lĩnh vực công vụ, thăng tiến quân sự, phân bổ đất đai, ưu đãi kinh doanh và giảm thuế. Nhiều sĩ quan trong Quân lực Việt Nam Cộng hòa đã cải đạo sang Công giáo vì tin rằng triển vọng nghề nghiệp của họ phụ thuộc vào yếu tố này, và nhiều người đã bị cản trở đường thăng tiến nếu họ không làm điều đó. Trong chính sách phân phối vũ khí cho lực lượng dân quân tự vệ ở địa phương nhằm chống du kích từ Mặt trận Dân tộc Giải phóng miền Nam Việt Nam (Việt Cộng), vũ khí cũng chỉ được cấp phát cho người theo Công giáo. Một số linh mục Công giáo có quân đội riêng, và ở một số khu vực đã xảy ra việc cưỡng ép cải đạo; cướp bóc, pháo kích và phá hủy chùa chiền cũng đã diễn ra. Một số làng Phật giáo đã cải đạo tập thể để nhận viện trợ hoặc tránh bị chính quyền Ngô Đình Diệm cưỡng chế di dời.
Giáo hội Công giáo là chủ sở hữu đất đai lớn nhất trong cả nước, và quy định về "sở hữu tư nhân" mà người Pháp áp đặt lên tầng lớp Phật giáo trước đó, yêu cầu phải có sự cho phép chính thức để tổ chức các hoạt động Phật giáo công cộng, vẫn không được ông Diệm bãi bỏ. Đất đai thuộc sở hữu của Công giáo được miễn các biện pháp cải cách điền địa, và người Công giáo trên thực tế cũng được miễn lao động cưỡng bức (corvée) mà chính phủ bắt buộc các công dân khác phải thực hiện; chi tiêu công cũng được phân bổ một cách không đồng đều, thiên về các làng có đa số người Công giáo. Dưới thời Ngô Đình Diệm, Giáo hội Công giáo được miễn trừ đặc biệt trong việc mua lại tài sản; và vào năm 1959, ông Diệm đã thực hiện việc "hiến dâng" đất nước cho Đức Trinh nữ Maria.

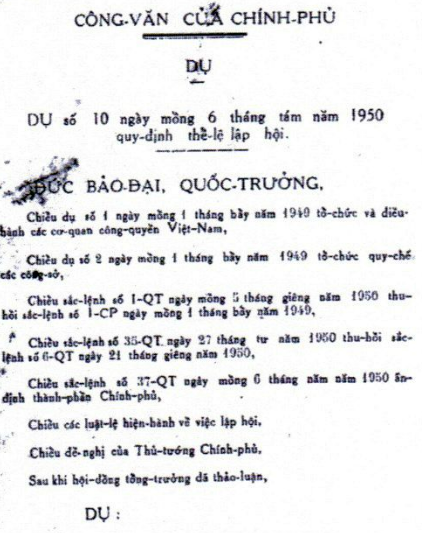
Đạo dụ số 10 của Quốc trưởng Bảo Đại.

Một luật hiếm khi được thực thi do Quốc trưởng Bảo Đại ký từ ngày 6 tháng 8 năm 1950, được gọi là Dụ số 10, đã được viện dẫn vào tháng 5 năm 1963 nhằm mục đích cấm treo các lá cờ tôn giáo. Việc này đã khiến cho là cờ Phật giáo không được treo lên vào ngày lễ Phật Đản, ngày sinh của Thích-ca Mâu-ni. Việc áp dụng luật này đã gây phẫn nộ trong giới Phật tử ngay trước thềm lễ hội tôn giáo quan trọng nhất trong năm. Sự phẫn nộ càng gia tăng khi chỉ một tuần trước đó, người Công giáo đã được khuyến khích treo cờ Vatican trong một buổi lễ do chính phủ tài trợ nhằm kỷ niệm 25 năm ngày Phêrô Máctinô Ngô Đình Thục, Tổng giám mục Tổng giáo phận Huế và là anh trai của Ngô Đình Diệm, được tấn phong giám mục. Vào ngày 8 tháng 5 tại Huế, một đám đông Phật tử đã biểu tình phản đối lệnh cấm treo cờ Phật giáo. Cảnh sát và quân đội đã trấn áp cuộc biểu tình bằng việc nổ súng và ném lựu đạn vào đám đông, khiến chín người thiệt mạng.
Việc ông Diệm từ chối nhận trách nhiệm của chính phủ trong vụ việc, mà thay vào đó đổ lỗi cho Mặt trận Dân tộc Giải phóng miền Nam Việt Nam, càng làm gia tăng sự tức giận và bất mãn của đại đa số Phật tử. Vụ việc đã châm ngòi cho một phong trào phản kháng chống lại sự phân biệt tôn giáo của chính quyền Diệm do người Công giáo chi phối, dẫn đến phong trào bất tuân dân sự quy mô lớn và kéo dài trong suốt tháng 5 và tháng 6. Giai đoạn bất ổn chính trị này được gọi là "khủng hoảng Phật giáo". Mục tiêu của các cuộc biểu tình là yêu cầu bãi bỏ Dụ số 10 và buộc chính phủ thực hiện bình đẳng tôn giáo.
Vào ngày 11 tháng 6, một nhà sư tên Thích Quảng Đức đã tự thiêu giữa trung tâm Sài Gòn. Hình ảnh được các hãng tin quốc tế lan truyền khắp thế giới, khiến chính quyền ông Diệm mất mặt và nhận về những ánh nhìn tiêu cực trên toàn cầu. Vài ngày sau, dưới áp lực gia tăng từ phía Hoa Kỳ, ông Diệm đã ký Thông cáo chung với các lãnh đạo cấp cao của phong trào Phật giáo, đưa ra một số nhượng bộ đối với Phật giáo, đổi lại các Phật tử đồng ý chấm dứt việc bất tuân dân sự và trở lại cuộc sống bình thường.
Tuy nhiên, gia đình họ Ngô lẫn phía Phật giáo đều không hài lòng với thỏa thuận này, và nó đã không giải quyết được những mâu thuẫn. Hai bên cáo buộc lẫn nhau không thực hiện đúng cam kết; chính quyền thì tiếp tục cáo buộc giới Phật tử tiếp tục bôi nhọ họ trong các cuộc biểu tình, trong khi phía Phật giáo cho rằng ông Diệm trì hoãn và không thực hiện cải cách tôn giáo, đồng thời vẫn tiếp tục giam giữ các nhà bất đồng chính kiến Phật giáo. Các cuộc biểu tình và xung đột tiếp tục kéo dài suốt tháng 7 và tháng 8, với nhiều vụ tự thiêu khác, và xảy ra một vụ ẩu đả (được gọi là "vụ ẩu đả ngày Song Thất") giữa mật vụ và các nhà báo Mỹ đang đưa tin về cuộc đấu tranh của Phật giáo.

## Trước chiến dịch và chuẩn bị
Tại Sài Gòn, nơi được xem trung tâm của các hoạt động Phật giáo là chùa Xá Lợi, một ngôi chùa được xây dựng vào cuối những năm 1950 và được cho là cơ sở Phật giáo lớn nhất ở thủ đô cũng như nằm tại trung tâm. Kể từ khi xảy ra biến cố Phật giáo, nhiều tăng sĩ từ các nơi khác, bao gồm cả các lãnh đạo Phật giáo có uy tín, đã tập hợp về chùa Xá Lợi, nơi đây cũng được sử dụng để tổ chức họp báo, trả lời phỏng vấn, phát hành tài liệu tuyên truyền và lên kế hoạch, tổ chức các cuộc biểu tình quy mô lớn. Vào Chủ Nhật ngày 18 tháng 8, một nhóm Phật tử đã tổ chức một cuộc biểu tình lớn tại Xá Lợi, thu hút khoảng 15 đến 30 nghìn người tham gia. Số người tham dự cao hơn khoảng ba lần so với cuộc biểu tình vào ngày Chủ Nhật trước đó. Sự kiện kéo dài trong nhiều giờ, với các bài phát biểu của các nhà sư xen kẽ với các nghi lễ tôn giáo. Đoàn người biểu tình đã tuyệt thực và tổ chức cầu siêu cho những người chết trong các phong trào đấu tranh. Một nhà báo Việt Nam nhận định rằng đây là cuộc tập hợp biểu lộ tâm tư, tình cảm duy nhất ở Việt Nam Cộng hòa kể từ khi Ngô Đình Diệm lên nắm quyền gần một thập niên trước đó. Theo nhà báo David Halberstam của The New York Times, việc phong trào Phật giáo không tận dụng đám đông để tổ chức một cuộc tuần hành đến Dinh Gia Long hoặc các trụ sở cơ quan chính phủ có thể mang chủ đích dành cuộc biểu tình quy mô lớn nhất cho thời điểm Đại sứ Hoa Kỳ Henry Cabot Lodge Jr. xuất hiện tại Việt Nam Cộng hòa theo lịch trình vào tuần kế tiếp. Tại tỉnh Quảng Trị, vào ngày 17 tháng 8 năm 1963, một kế hoạch đấu tranh của giới Phật tử cũng đã được chuẩn bị. Ủy ban Liên phái của phía Phật giáo, vào ngày 6 tháng 8, đã nhận được mật báo về một kế hoạch có tên "Kế hoạch Nước Lũ" do chính quyền Việt Nam Cộng hòa đề ra, cô lập lực lượng Phật tử cả về kinh tế, thông tin và bôi nhọ lãnh đạo phong trào.

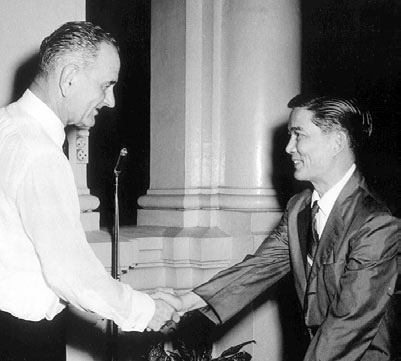
Ngô Đình Nhu (phải), em trai của Tổng thống Ngô Đình Diệm, đã lên kế hoạch cho chiến dịch

Vào thời điểm đó, Ngô Đình Nhu, em trai Tổng thống Diệm, được biết đến là người có quan điểm cứng rắn đối với Phật giáo và cũng được xem là người nắm quyền lực thực sự, đằng sau sự cai trị của gia đình họ Ngô. Có những báo cáo cho rằng ông Nhu đang tìm cách tiếm quyền từ người anh và sẽ tấn công giới Phật giáo. Khi được phỏng vấn về vấn đề này, Ngô Đình Nhu tuyên bố rằng nếu cuộc khủng hoảng Phật giáo không được giải quyết, ông sẽ tiến hành một cuộc đảo chính và thành lập một chính phủ chống Phật giáo mới. Tin tức này được đăng tải ngay sau đó, nhưng đại sứ quán Hoa Kỳ phần nhiều lại cho qua vì cho rằng Nhu không nghiêm túc với lời đe dọa của mình. Ông Nhu đã cho chuẩn bị Lực lượng Đặc biệt của Quân lực Việt Nam Cộng hòa, do Đại tá Lê Quang Tung chỉ huy, người chỉ nhận lệnh trực tiếp từ Nhu chứ không phải từ các tướng lĩnh cấp cao, nhằm thực hiện các cuộc tấn công. Lực lượng này được huấn luyện bởi người Mỹ nhằm chống lại quân của Việt Cộng, có trang bị tốt hơn, được đào tạo tốt hơn và được trả lương cao hơn so với quân đội chính quy. Gia đình họ Ngô sử dụng lực lượng này như một đội quân riêng để đàn áp các thành phần bất đồng chính kiến và bảo vệ chế độ, thay vì phục vụ lợi ích quốc gia. Do đó, họ dành phần lớn thời gian ở Sài Gòn để ngăn chặn các âm mưu đảo chính. Lê Quang Tung đã điều thêm lực lượng đặc biệt vào Sài Gòn, nâng tổng số từ hai lên bốn tiểu đoàn ở thủ đô.
Vào tối ngày 18 tháng 8, mười tướng lĩnh cấp cao của Quân lực Việt Nam Cộng hòa đã nhóm họp để thảo luận về tình hình bất ổn do Phật giáo gây ra và nhất trí rằng cần ban hành lệnh thiết quân luật. Họ muốn giải tán các tăng sĩ đã tụ tập tại Sài Gòn cũng như các thành phố khác trong vùng, đồng thời đưa họ trở lại các chùa nơi họ hành đạo ban đầu ở các vùng nông thôn. Ngày 20 tháng 8, Ngô Đình Nhu triệu tập 7 trong số 10 vị tướng đến Dinh Gia Long để tham khảo ý kiến. Họ trình bày sự cần thiết phải ban bố lệnh thiết quân luật và thảo luận cách thức giải tán các nhóm Phật tử cùng đám đông ủng hộ tại các ngôi chùa ở Sài Gòn. Nhu sau đó cử các tướng đến gặp Tổng thống Diệm. Diệm đã lắng nghe nhóm do Trung tướng Trần Văn Đôn dẫn đầu, trong đó có Tổng tham mưu trưởng Trần Thiện Khiêm và Tư lệnh Quân đoàn II Nguyễn Khánh (khu vực Tây Nguyên). Cũng có mặt trong buổi này là em rể của Đôn, Trung tướng Đỗ Cao Trí, Tư lệnh Quân đoàn I (giám sát vùng cực Bắc quanh Huế), và Trung tướng Lê Văn Kim, Giám đốc Trường Võ bị Quốc gia. Trung tướng Tôn Thất Đính, vốn là một lính dù, được phân công làm Tư lệnh Quân đoàn III bao quanh Sài Gòn; Trung tướng Huỳnh Văn Cao làm Tư lệnh Quân đoàn IV ở vùng đồng bằng sông Cửu Long. "Kế hoạch Nước Lũ" được chính quyền Diệm ban hành và ấn định thực hiện từ 21 đến 30 tháng 8 năm 1963, với yêu cầu thanh trừng phần tử phản bội và quá khích trong giới tăng ni, công chức, giáo sư, sinh viên và đoàn thể nhân dân.
Trần Văn Đôn tuyên bố rằng cộng sản đã thâm nhập vào nhóm Phật tử ở chùa Xá Lợi và cảnh báo rằng tinh thần của quân đội đang xuống dốc vì tình trạng bất ổn dân sự, gây ảnh hưởng đến những nỗ lực chiến tranh. Ông còn cho rằng phía Phật giáo có thể huy động đám đông kéo đến Dinh Gia Long. Ngô Đình Diệm đồng ý ban bố thiết quân luật và có hiệu lực vào ngay ngày hôm sau mà không tham khảo ý kiến nội các, đồng thời ra lệnh đưa quân vào Sài Gòn để củng cố các vị trí chiến lược. Tướng Đôn được chỉ định tạm quyền Tổng Tham mưu trưởng thay cho Đại tướng Lê Văn Tỵ, lúc đó đang điều trị ung thư ở nước ngoài. Đôn cho biết ông Diệm tỏ ra lo lắng cho sự an toàn của nhóm Phật tử và đã dặn các tướng không để ai bị thương. Lệnh thiết quân luật sau đó được Đôn ký và phê chuẩn. Tuy nhiên, mục đích thực sự mà tướng Đôn yêu cầu thiết quân luật được cho là để bố trí quân đội chuẩn bị cho một cuộc đảo chính, chứ không có kế hoạch đưa quân đội chính quy vào các ngôi chùa. Nhu đã tránh mặt Đôn và lợi dụng cơ hội để làm mất uy tín quân đội bằng cách sử dụng Lực lượng Đặc biệt của Đại tá Tung và cảnh sát dã chiến để tấn công các chùa.
Với sự đồng ý của Tổng thống Diệm, Ngô Đình Nhu đã lợi dụng lệnh thiết quân luật để ra lệnh cho nhóm người có vũ trang tấn công các ngôi chùa Phật giáo. Nhu đã chọn thời điểm mà ông biết đại sứ quán Hoa Kỳ đang trong trạng thái không có người điều hành. Đại sứ Frederick Nolting đã về Mỹ, trong khi người kế nhiệm – Henry Cabot Lodge Jr. – vẫn chưa đến nhận nhiệm sở. Ngô Đình Nhu đã sử dụng Cảnh sát dã chiến và Lực lượng Đặc biệt của Tung, những người nhận lệnh trực tiếp từ ông, do lúc đó Bộ Chỉ huy của Quân lực Việt Nam Cộng hòa lại phối hợp chặt chẽ với các cố vấn quân sự Mỹ. Lực lượng của Nhu được trang bị quân phục tiêu chuẩn, chẳng hạn như trang phục lính dù, nhằm mục đích "đổ tội" cho quân đội chính quy thực hiện các cuộc tấn công. Động cơ của Nhu là né tránh trách nhiệm cho một hành động bạo lực, điều có thể khiến công chúng Việt Nam và giới lãnh đạo Hoa Kỳ phẫn nộ. Bằng việc "đổ lỗi" cho quân đội trong các cuộc tấn công, Nhu hy vọng làm suy giảm niềm tin của người dân Việt Nam và người Mỹ vào các tướng lĩnh đang âm mưu chống lại ông. Ông hy vọng rằng đại đa số Phật tử và người Mỹ sẽ đổ lỗi cho quân đội và ít có khả năng ủng hộ một cuộc đảo chính do các tướng tiến hành. Trong quá khứ, chiến thuật của Nhu trong việc kích động các tướng lĩnh chống lại nhau đã khiến những kẻ chủ mưu rơi vào bất ổn và ngăn chặn các nỗ lực đảo chính. Tuy nhiên, giới Phật tử đã chuẩn bị sẵn sàng cho việc xảy ra đụng độ, và cả giới báo chí cũng theo dõi sát các cơ sở quân sự để phát hiện dấu hiệu tiến quân. Ngay từ ngày 7 tháng 8, Thích Tịnh Khiết đã nhắn gửi Tổng thống Diệm về "Kế hoạch Nước Lũ", đồng thời cảnh báo những âm mưu của những người thân tín với chính Diệm.

## Diễn biến

### Sài Gòn

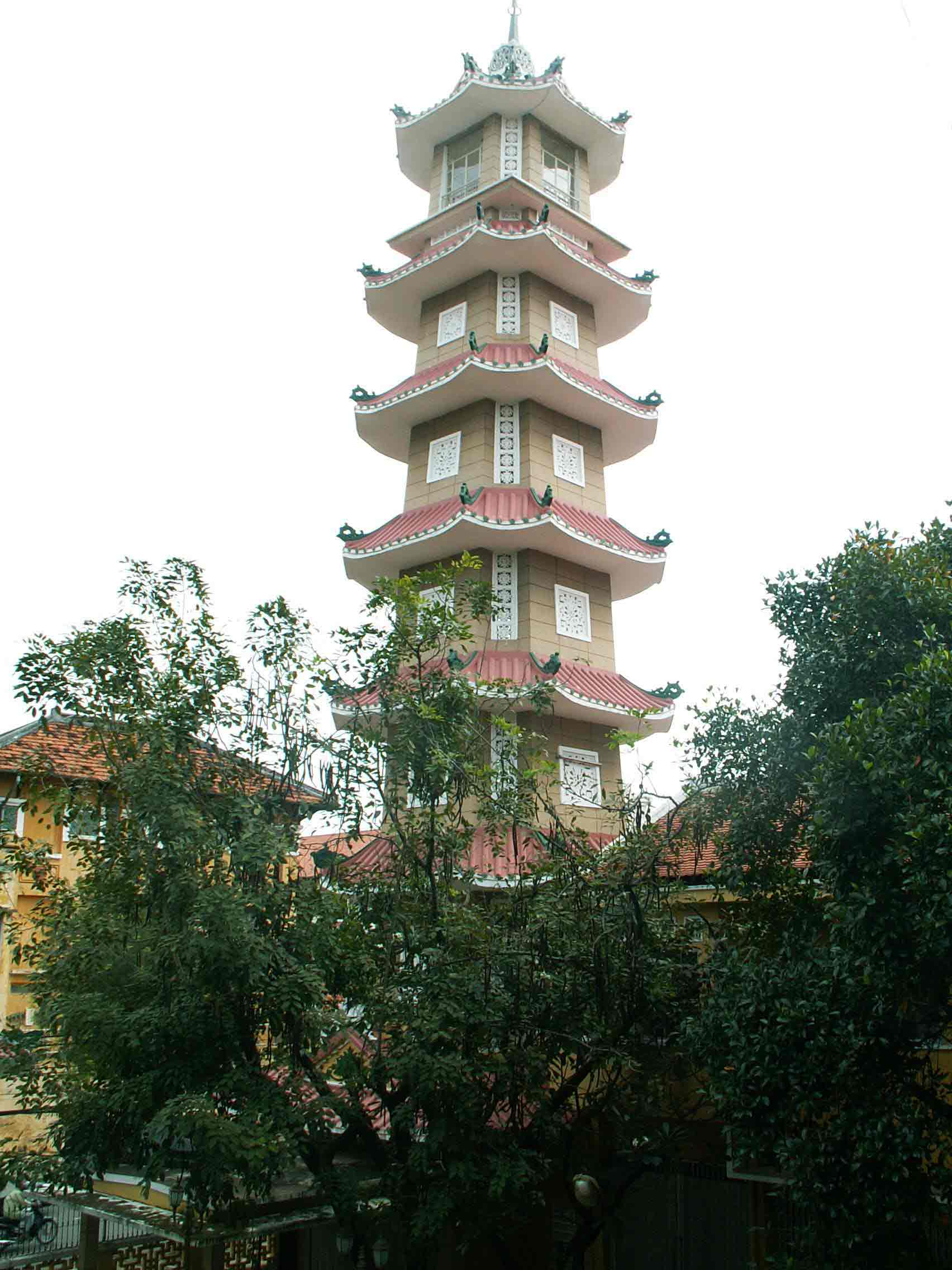
Tháp chuông chùa Xá Lợi, chuông chùa liên tục được đánh để cảnh báo người dân về các cuộc tấn công

Các Phật tử ở Sài Gòn được cho là đã biết trước về một cuộc tấn công sắp xảy ra. Các tín đồ Phật giáo là thân nhân của binh lính Lực lượng Đặc biệt và Cảnh sát dã chiến đã cảnh báo trước cho các Phật tử, và người dân sống gần các chùa cũng nhận thấy quân đội đang di chuyển vào khu vực. Các nhà báo Mỹ được mật báo và đã đến thăm các ngôi chùa trước khi cuộc tấn công diễn ra. Các cánh cửa chùa đã được khóa, chắn bằng đồ đạc và được gia cố bằng cách đóng các tấm ván gỗ vào. Các tăng sĩ cũng thông báo cho phóng viên Hoa Kỳ tại Sài Gòn rằng cuộc tấn công sắp xảy ra, cho phép họ có thời gian chuẩn bị tốt hơn Đại sứ quán Hoa Kỳ.
Vào buổi chiều trước khi xảy ra các cuộc tấn công, xe tải chở đoàn binh lính đi qua văn phòng của các cơ quan truyền thông, vị trí mà các nhà báo nhìn thấy được, hướng về chùa Ấn Quang. Nhiều binh lính khác tập trung tại trụ sở cảnh sát, chuẩn bị lên xe tới chùa Xá Lợi. Các xe tải này do Mỹ cung cấp trong chương trình viện trợ quân sự cho chính quyền Việt Nam Cộng hòa. Đêm khuya, các đoàn xe này đến và bao vây chùa Xá Lợi từ nhiều hướng, gây tắc nghẽn giao thông tại trung tâm thành phố. Ước tính có đến vài nghìn binh sĩ tham gia. Khi cuộc tấn công bắt đầu, dù người của Nhu đã cắt đường dây liên lạc, các nhà báo vẫn được thông báo và lập tức đến hiện trường.
Như một phần của việc thực hiện "Kế hoạch Nước Lũ", vào đêm 20 rạng sáng ngày 21 tháng 8 năm 1963, Ngô Đình Nhu ra lệnh tấn công các chùa chiền trên toàn Việt Nam Cộng hòa, trong đó có chùa Xá Lợi; các cuộc tấn công này cũng được gọi là "Chiến dịch Nước Lũ". Khoảng 0 giờ 20 phút ngày 21, các toán Lực lượng Đặc biệt và cảnh sát dã chiến phá cổng, xông vào chùa Xá Lợi, và tiếng chuông đồng ngôi chùa đã vang lên liên tục để báo hiệu cuộc tấn công. Lính của Nhu được trang bị súng lục, súng tiểu liên, súng carbine, súng ngắn, lựu đạn và hơi cay. Các binh sĩ Lực lượng Đặc biệt đội mũ đỏ phối hợp với cảnh sát dã chiến đội mũ sắt, mặc quân phục ngụy trang của quân đội. Hai trong số những phụ tá cấp cao của Nhu được nhìn thấy bên ngoài chùa Xá Lợi chỉ đạo các hoạt động, trong khi ông Nhu và vợ là Trần Lệ Xuân theo dõi từ một chiếc xe tăng gần đó. Các nhà sư và ni cô cố thủ sau những tấm khiên gỗ đã bị tấn công bằng báng súng trường và lưỡi lê. Tiếng chuông chùa bị át bởi tiếng súng tự động, tiếng lựu đạn nổ, tiếng phá cửa, tiếng kính vỡ và tiếng la hét hoảng loạn. Quân lính vừa xông vào vừa hò hét, trong khi người trong chùa kêu la vì sợ hãi.
Binh lính của Đại tá Tung tiến vào theo đội hình chống bạo động hình chữ V; và phải mất khoảng hai giờ để có thể hoàn thành đợt tấn công, vì nhiều người đã cố thủ trong các phòng riêng, binh lính phải phá tung từng cánh cửa để tiếp cận họ. Phóng viên Neil Sheehan, có mặt tại hiện trường, viết rằng: "Cuộc tấn công vào chùa Xá Lợi, cũng như các chùa khác trên khắp Việt Nam Cộng hòa, đã được thực hiện một cách hoàn hảo. Nó khiến tôi nhớ đến một cảnh trong một bộ phim về Kháng chiến Pháp, khi Gestapo đến lục soát căn cứ kháng chiến ở Paris". Trong khi đó, William Prochnau thì bình luận: "Việc sử dụng lính tinh nhuệ để đàn áp Phật giáo chẳng khác nào điều lính Mũ Nồi Xanh trấn áp người da đen biểu tình ở quê nhà [Mỹ]. Thật là kinh khủng".
Một nhà sư bị ném từ ban công xuống sân chùa, cách khoảng sáu mét. Người của Nhu phá hoại bàn thờ chính và tịch thu trái tim cháy đen còn nguyên vẹn của Hòa thượng Thích Quảng Đức, trái tim này đã không cháy trong lần hỏa táng lại, nhưng một số Phật tử đã kịp trốn thoát mang theo hũ đựng tro cốt của ông. Hai nhà sư khác nhảy qua bức tường phía sau chùa để chạy vào khuôn viên Cơ quan Phát triển Quốc tế Hoa Kỳ (USAID) bên cạnh và được cấp quy chế tị nạn, mặc dù có sự hiện diện của quân đội sau bức tường chùa, họ đã nổ súng tự động vào bất kỳ vị tăng sĩ nào cố nhảy qua và chạy trốn. Thượng tọa Thích Tịnh Khiết, vị cao tăng 80 tuổi, bị bắt và đưa đến một bệnh viện quân y ở ngoại ô Sài Gòn. Với vai trò Tư lệnh Quân đoàn III, Tướng Tôn Thất Đính nhanh chóng tuyên bố thiết lập quyền kiểm soát quân sự tại Sài Gòn, hủy bỏ tất cả các chuyến bay thương mại vào thành phố và áp đặt kiểm duyệt báo chí. Sau đó, Thích Quảng Độ, một trong những nhà sư bị bắt, giải thích rằng giới lãnh đạo Phật giáo không trốn tránh để khỏi bị bắt vì họ sợ hành động đó sẽ bị xem là sự thừa nhận tội lỗi.

### Huế
Tình hình bạo lực tại Huế được cho là nghiêm trọng hơn, khi sự xuất hiện của lực lượng chính quyền đã được báo động bằng tiếng trống và tiếng chũm chọe Phật giáo. Dân chúng rời nhà giữa đêm để cố gắng bảo vệ các ngôi chùa trong thành phố. Tại chùa Từ Đàm, nơi trụ trì của lãnh đạo chủ chốt của phong trào Phật giáo Thích Trí Quang, các tăng sĩ cố gắng đốt quan tài của một nhà sư vừa tự thiêu. Tuy nhiên, quân của phía chính quyền đã nổ súng trường M1, tràn vào chùa và tịch thu quan tài. Họ phá hủy tượng Phật Thích Ca, cướp bóc và phá hoại chùa. Sau đó, họ tạo ra một vụ nổ, khiến phần lớn chùa bị san phẳng. Nhiều Phật tử bị bắn chết, chặt đầu hoặc đánh chết bằng dùi cui.
Cuộc kháng cự dữ dội nhất với quân của chính quyền Diệm diễn ra tại khu vực bên ngoài chùa Diệu Đế. Khi binh lính cố gắng giăng hàng rào chắn bằng dây thép gai trên cây cầu dẫn đến chùa, đám đông đã dùng tay không phá hàng rào. Người biểu tình không có vũ khí, đã dùng đá, gậy gộc và nắm đấm tay không, thậm chí còn ném trả lựu đạn cay từ phía quân đội nhắm vào họ. Sau năm giờ giao tranh, quân đội mới giành được quyền kiểm soát cây cầu khi đưa được xe bọc thép xuyên qua đám đông giận dữ vào lúc bình minh. Giao tranh ở cây cầu và chùa Diệu Đế khiến khoảng 30 người thiệt mạng và 200 người bị thương. Mười xe tải chở những người bảo vệ cầu đã bị đưa đến trại giam và ước tính có khoảng 500 người bị bắt trên toàn thành phố. Trong số những người bị bắt còn có 17 trong số 47 giảng viên Đại học Huế, những người đã từ chức trước đó trong tuần để phản đối việc bãi nhiệm Hiệu trưởng Cao Văn Luân, một linh mục Công giáo đã bị bắt và cũng là người có quan điểm đối lập với Tổng Giám mục Thục, anh của Diệm–Nhu.

### Tổn thất
Chiến dịch Nước Lũ cũng đã được tiến hành ở các đô thị khắp Việt Nam Cộng hòa. Tổng số người chết và mất tích chưa có xác nhận cụ thể, nhưng ước tính lên tới hàng trăm. Trên 1,4 nghìn nhà sư và Phật tử của phong trào Phật giáo bị chính quyền bắt giữ, trong đó có 720 người tại các chùa ở Sài Gòn và 595 người tại các chùa ở Huế; ngoài ra có trên hai nghìn người gồm luật sư, sinh viên cũng đã bị bắt ở 2 địa phương này. Theo Lê Cung, ngày 21 tháng 8 năm 1963, giới Phật giáo coi là "ngày Pháp nạn".

## Phản ứng

### Chính quyền Hoa Kỳ
Hoa Kỳ lập tức bị kéo vào các cuộc tấn công sau khi hai nhà sư nhảy qua bức tường phía sau chùa Xá Lợi và trốn vào khuôn viên của Cơ quan Phát triển Quốc tế Hoa Kỳ (USAID). Cảnh sát trưởng Sài Gòn, cải trang thành một thành viên Thanh niên Cộng hòa của Ngô Đình Nhu, đã phong tỏa tòa nhà. Ông này đã ra lệnh cho tất cả những người Việt Nam bên trong đó rời khỏi khu vực và dọa sẽ xông vào khi phía Mỹ từ chối cho vào. Bộ trưởng Ngoại giao Vũ Văn Mẫu đã nhanh chóng đến hiện trường để ngăn va chạm xảy ra nhưng yêu cầu phía Mỹ giao nộp các nhà sư. William Trueheart, Phó Đại sứ Hoa Kỳ (thay thế tạm thời cho Đại sứ Nolting vừa mãn nhiệm), đã đến nơi. Là nhà ngoại giao cấp cao nhất của Mỹ tại Việt Nam lúc đó, ông từ chối hành động cho đến khi nhận chỉ thị từ Washington, nhưng cũng cảnh báo ông Mẫu không được xâm phạm quyền miễn trừ ngoại giao của văn phòng USAID. Trueheart hiểu rằng việc giao nộp các nhà sư sẽ đồng nghĩa với việc Mỹ chấp thuận hành động của chế độ Diệm. Cuộc đối đầu nhanh chóng lắng dịu và Bộ Ngoại giao Hoa Kỳ ra lệnh cho Trueheart không thả hai nhà sư, đồng thời coi trụ sở USAID có quy chế tương đương với đại sứ quán. Nhiều nhà sư khác sau đó cũng tìm nơi trú ẩn tại Đại sứ quán Hoa Kỳ, nơi này về sau được là "Hilton của Phật giáo" (Buddhist Hilton).
Thời điểm xảy ra chiến dịch, tân Đại sứ Henry Cabot Lodge Jr. đang ở Honolulu để họp bàn lần cuối với người tiền nhiệm Nolting. Khi nhận được tin, ông được chỉ thị lập tức lên đường đến Sài Gòn và đã tới nơi vào chiều tối ngày 22 tháng 8. Trong lúc đó, Bộ Ngoại giao Mỹ đã lên án các cuộc đột kích là "sự vi phạm trực tiếp của chính quyền Việt Nam đối với cam kết theo đuổi chính sách hòa giải với Phật giáo". Vào ngày 23 tháng 8, ngày đầu tiên chính thức làm việc tại Sài Gòn, Lodge đến thăm hai nhà sư đang trú ẩn tại văn phòng USAID và yêu cầu cung cấp đồ ăn chay cho họ. Chuyến thăm này nhằm thể hiện rõ lập trường của chính phủ Hoa Kỳ phản đối các cuộc tấn công vào Phật giáo.

### Ngô Đình Diệm
Vào 6 giờ sáng ngày 21 tháng 8 năm 1963, Tổng thống Ngô Đình Diệm phát đi một tuyên bố trên Đài Phát thanh Sài Gòn với nội dung: "Theo Điều 44 của Hiến pháp, tôi tuyên bố tình trạng khẩn cấp trên toàn lãnh thổ quốc gia. Tôi trao quyền cho Quân lực Việt Nam Cộng hòa chịu trách nhiệm khôi phục an ninh và trật tự công cộng để bảo vệ quốc gia, tiêu diệt chủ nghĩa Cộng sản, bảo đảm tự do và thực hiện dân chủ". Trong lệnh thiết quân luật, quân đội được trao toàn quyền lục soát và bắt giữ, được áp đặt lệnh cấm tụ tập nơi công cộng, lệnh giới nghiêm, hạn chế tự do báo chí và đình chỉ việc lưu hành tất cả "tài liệu in ấn và các văn bản khác gây tổn hại đến trật tự và an ninh công cộng". Quân đội được lệnh nổ súng bắn ngay tại chỗ bất kỳ ai vi phạm lệnh giới nghiêm, và mật vụ đã lợi dụng quyền lực được gia tăng với mục đích tấn công và phá hoại cơ sở vật chất của bất kỳ ai bị xem là không thân thiện với chế độ.

### Chính quyền và Quân lực Việt Nam Cộng hòa
Động lực thúc đẩy cuộc tấn công của chính phủ vào Phật tử dường như xuất phát từ các chỉ huy quân sự cấp cao hành động mà không tham vấn chính phủ dân sự. Ngay sau các cuộc tấn công, các tấm áp phích được dựng khắp Sài Gòn dưới danh nghĩa của Quân lực Việt Nam Cộng hòa, nhưng văn phong được cho là của Ngô Đình Nhu một cách rõ ràng. Bộ trưởng Phủ Tổng thống Nguyễn Đình Thuần và Bộ trưởng Nội vụ Bùi Văn Lương đều bất ngờ khi chiến dịch được tiến hành; nhận định ban đầu là phía quân đội đã đột ngột trấn áp Phật giáo vì cho rằng họ gây nguy hại đến nỗ lực chiến tranh. Phía chính quyền truyền đi một thông tin cho rằng quân đội buộc phải hành động sau các cuộc biểu tình của sinh viên ủng hộ phong trào Phật giáo vào các ngày 17 và 18 tháng 8. Tại Huế, sinh viên biểu tình đã phản ứng dữ dội khi một sĩ quan Quân lực Việt Nam Cộng hòa nổ súng về phía họ. Trước đó, một cuộc biểu tình lớn diễn ra tại chùa Xá Lợi, trong đó có các bài phát biểu kêu gọi lật đổ chế độ Diệm và phản đối tuyên bố chống Phật giáo của bà Trần Lệ Xuân, vợ Ngô Đình Nhu. Tuy vậy, nhiều nhà quan sát đã bác bỏ tuyên bố rằng các cuộc tấn công mang tính tự phát.
Tổng thống Diệm từ lâu đã không tin tưởng các tướng lĩnh và thường chia rẽ họ bằng chiến thuật "chia để trị" nhằm phòng âm mưu đảo chính. Hơn nữa, quân đội có nhiều binh sĩ xuất thân từ Phật giáo, khiến người ta nghi ngờ khả năng họ tự mình thực hiện các cuộc tấn công tàn bạo vào chùa chiền và sư sãi. Các hoạt động quân sự diễn ra đồng loạt trên toàn quốc, tốc độ dựng các biểu ngữ với khẩu hiệu tuyên bố quyết tâm đánh bại cộng sản, cùng những hình ảnh tuyên truyền bị chỉnh sửa với mục đích vu khống Phật giáo bị Việt Cộng xâm nhập cho thấy các hành động đã được lên kế hoạch từ trước. Để giữ bí mật, các tài liệu tuyên truyền đã được in ngay trước giờ tấn công chỉ vài tiếng đồng hồ.
Ban đầu, chính quyền tuyên bố rằng quân đội chính quy là lực lượng hành động. Các chương trình phát thanh của Quân lực Việt Nam Cộng hòa chịu ảnh hưởng từ những nội dung với giọng điệu gay gắt khi Ngô Đình Nhu kêu gọi lực lượng Thanh niên Cộng hòa hợp tác với chính quyền. Nhu cáo buộc giới Phật giáo biến các chùa thành những nơi lập mưu nổi dậy chống chính phủ và cáo buộc Ủy ban Liên phái của Phật giáo bị điều khiển bởi "những kẻ đầu cơ chính trị lợi dụng tôn giáo và khủng bố". Đại sứ Lodge cho rằng Diệm vẫn kiểm soát chính quyền, nhưng ảnh hưởng của Nhu đã tăng đến mức "chưa từng có". Ông cho rằng các chiêu trò chia rẽ của Nhu đã khiến quân đội bị phân hóa thành ba phe, do các tướng Đôn, Đính và Đại tá Tung lãnh đạo. Người ta tin rằng Đôn không nhận được sự ủng hộ từ Đính và Tung, những người nhận lệnh trực tiếp từ Dinh Gia Long, đồng thời hai người này có sự ủng hộ của những nhóm thân Diệm. Lodge dự đoán rằng nếu quân đội lật đổ Diệm, giao tranh có thể nổ ra trong Quân đội Việt Nam Cộng hòa.
Đại sứ quán Hoa Kỳ lúc đầu cũng tin vào tuyên bố của gia đình họ Ngô rằng quân đội chính quy thực hiện các cuộc đột kích. Đài Tiếng nói Hoa Kỳ, đài phát thanh duy nhất không ủng hộ Diệm được dân chúng Việt Nam Cộng hòa theo dõi, cũng phát thanh theo phiên bản sự kiện được Nhu định hướng, khiến các tướng lĩnh tức giận. Tuy nhiên, truyền thông Hoa Kỳ bắt đầu phản bác quan điểm này, chỉ ra rằng gia đình họ Ngô thường xuyên phá hoại uy tín quân đội, và sự hả hê của bà Nhu sau các cuộc tấn công cho thấy gia đình không nhượng bộ quyền lực hay bị quân đội ép buộc. Ngoài ra, họ cũng nhận diện được các phụ tá của Nhu tại hiện trường, giọng văn đặc trưng của Nhu trong các tuyên bố gán cho Quân lực Việt Nam Cộng hòa, và thực tế rằng quân đội không có động cơ tấn công Phật giáo.
Tờ The New York Times đăng hai bản tường thuật về chiến dịch lên trang nhất: một của David Halberstam cáo buộc Nhu là kẻ chủ mưu, và một là bản chính thức được phát đi từ phía chính quyền. Neil Sheehan của hãng thông tấn UPI cũng quy trách nhiệm cho Nhu. Cả Halberstam và Sheehan lúc đó đều có tên trong danh sách "truy nã" của gia đình họ Ngô, cùng với nhiều nhà bất đồng chính kiến, vì đã vạch trần các hành vi vi phạm nhân quyền của chế độ. Sau vụ đột kích, họ phải ngủ tại nhà của quan chức Hoa Kỳ John Mecklin. Họ còn được báo rằng gia đình họ Ngô đang toan tính đặt bom tại văn phòng của họ và đổ lỗi cho những người cộng sản về cái chết.
Cơ quan Tình báo Trung ương Hoa Kỳ (CIA) sau đó báo cáo rằng các sĩ quan Quân lực Việt Nam Cộng hòa kiên quyết phủ nhận có liên quan đến các cuộc tấn công, và cho rằng lực lượng Đặc biệt của Tung đã cải trang trong quân phục của Quân lực Việt Nam Cộng hòa để tấn công các chùa chiền. Thậm chí có tin đồn không kiểm chứng rằng người Mỹ, vốn huấn luyện lực lượng này, đã hỗ trợ lên kế hoạch tấn công. Giới lãnh đạo quân đội lúng túng, không chắc chắn trong việc đối phó và sáng 23 tháng 8, Đôn triệu tập một cuộc họp để bàn cách ứng phó với các cuộc biểu tình sắp tới của sinh viên cũng như sự phẫn nộ từ các sĩ quan cấp dưới về vụ việc tấn công các chùa. Tướng Dương Văn Minh cũng nhận định rằng sự xuất hiện với mật độ dày của quân đội trên đường phố làm cho xã hội "như bị đàn áp". Chiều cùng ngày, ông Đôn gặp riêng sĩ quan CIA Lucien Conein và khẳng định người Mỹ đã sai khi tin rằng quân đội Việt Nam Cộng hòa chịu trách nhiệm. Ông này cho rằng Diệm vẫn nắm quyền, nhưng Nhu là người chấp thuận tất cả các cuộc gặp giữa tướng lĩnh và tổng thống. Đôn nhấn mạnh rằng Nhu là người dàn dựng các cuộc tấn công, vì lo sợ các tướng lĩnh có quá nhiều quyền lực; đồng thời ông Nhu đã lợi dụng việc thiết quân luật để làm mất uy tín các tướng bằng cách cho Lực lượng Đặc biệt mặc quân phục của Quân lực Việt Nam Cộng hòa. Tướng Đôn cho rằng lúc xảy ra vụ tấn công mình đang ở Bộ Tổng Tham mưu cùng Tướng Khiêm thì nhận được điện báo thông báo vụ việc. Lúc ông đến hiện trường, mọi việc đã kết thúc và cuộc tấn công do Cảnh sát trưởng Trần Văn Tu cùng lính của Tung trực tiếp chỉ huy.
Tướng Khiêm có cuộc gặp riêng với Rufus Phillips tại Đại sứ quán Hoa Kỳ, ông cay đắng tâm sự rằng Nhu đã lừa quân đội trong việc áp đặt lệnh thiết quân luật để rồi biến họ thành "con rối". Ông Khiêm khẳng định các tướng Đính, Đôn và các tướng khác không hề biết trước kế hoạch tấn công và tiết lộ rằng vũ khí, chất nổ mà Nhu nói tìm thấy trong chùa thực ra là do chính Nhu cho đưa vào. Hậu quả là người dân phẫn nộ với quân đội và cả Hoa Kỳ, từ đó vô tình củng cố thêm vị thế của Nhu.
Vào ngày 22 tháng 8, nguồn tin từ phía chính quyền cho rằng, tại các chùa Xá Lợi, Ấn Quang và một số chùa hệ Nam tông khác, binh lính đã phát hiện một số khí giới và dụng cụ được cho là bất hợp pháp như súng máy, đạn dược, chất nổ dẻo, mìn tự chế, dao găm và tài liệu có liên quan đến Việt Cộng. Tuy nhiên, những vật chứng này về sau được xác định do người của Nhu bí mật đưa vào nhằm vu khống. Vào ngày 29 tháng 8, Trung tướng Tôn Thất Đính tổ chức buổi họp báo và cáo buộc người Mỹ đang âm mưu tổ chức đảo chính tại miền Nam Việt Nam. Ông ta cũng nhận công về mình về "thành tích" trong chiến dịch, dù trên thực tế Đại tá Lê Quang Tung mới là sĩ quan quân sự chủ chốt chỉ huy.

### Việt Cộng
Khi chính quyền Việt Nam Cộng hòa mở các cuộc tấn công, Mặt trận Dân tộc Giải phóng tỉnh Thừa Thiên – Huế đã kêu gọi Tăng ni và Phật tử tỉnh này "kiên quyết đấu tranh đòi tự do tín ngưỡng", đòi thả ngay các vị hòa thượng, sư sãi cũng như những người đã bị bắt mà không rõ lý do. Ngày 22 tháng 8 năm 1963, Mặt trận Dân tộc Giải phóng Miền Nam Việt Nam ra tuyên bố rằng chế độ Mỹ–Diệm sẽ thất bại trước tinh thần đấu tranh của quần chúng. Ngày 1 tháng 9 năm 1963, Chủ tịch Ủy ban Trung ương Mặt trận Dân tộc Giải phóng miền Nam Việt Nam Nguyễn Hữu Thọ đã gửi công hàm cho nguyên thủ các nước châu Á và châu Phi nhằm vạch trần cuộc đàn áp Phật giáo của chính quyền Ngô Đình Diệm. Về phía Việt Nam Dân chủ Cộng hòa, ngày 29 tháng 8, Hồ Chí Minh cũng đã ra một bản tuyên bố lên án hành vi đốt phá chùa chiền, bắt bớ sư sãi của chính quyền Ngô Đình Diệm. Trong tuyên bố, ông cũng gửi lời cảm ơn Chính phủ các nước Phật giáo, các nước xã hội chủ nghĩa, nhân dân thế giới và Hoa Kỳ đã lên án chính quyền Mỹ–Diệm và ủng hộ cuộc đấu tranh của người Việt Nam.

### Quốc tế
Ngày 26 tháng 8 năm 1963, ba tổ chức Phật giáo ở Myanmar là Tổng hội các nhà sư trụ trì các tu viện Phật giáo, Hội Liên hiệp các nhà sư và Ủy ban Trung ương tổ chức các nhà sư đã ra một tuyên bố chung phản đối chính quyền Ngô Đình Diệm đàn áp, bắn giết, bắt bớ tín đồ Phật giáo ở miền Nam Việt Nam và cho rằng đó "không những là một sự thóa mạ đối với Phật giáo toàn thế giới mà còn là hành động phá hoại tôn giáo nói chung trên thế giới". Một Đại hội đồng Phật giáo diễn ra tại Băng Cốc, Thái Lan ngày 31 tháng 8 năm 1963, nhiều diễn giả đã dùng những lời lẽ công kích chính phủ Việt Nam Cộng hòa, một số ý kiến bênh vực nhưng không được hoan nghênh.
Vào ngày 27 tháng 8, Chính phủ Hoàng gia Cambodia đã tuyên bố cắt đứt quan hệ ngoại giao với Việt Nam Cộng hòa sau vụ chính quyền Ngô Đình Diệm tấn công các chùa chiền. Ngày 29 tháng 8, Chủ tịch Trung Quốc Mao Trạch Đông đã tuyên bố "hết sức căm phẫn và kịch liệt lên án tội ác tày trời của tập đoàn Ngô Đình Diệm". Một ngày sau, Giáo hoàng Phaolô VI ra tuyên bố bày tỏ mối lo ngại về tình hình tại Việt Nam Cộng hòa thời điểm đó.

## Những sự phản đối
Sau chiến dịch Nước Lũ, bầu không khí tại các thành phố tại Việt Nam Cộng hòa trở nên căng thẳng; cảnh sát được lệnh bắn ngay những ai vi phạm lệnh giới nghiêm từ 21:00 đến 05:00, còn binh lính trong quân phục chiến đấu đã lập các chốt chặn ở mọi ngã tư và cầu lớn với vũ khí tự động có gắn lưỡi lê. Những ngôi chùa trống rỗng cũng đã bị bao vây bởi quân đội và xe bọc thép. Mọi tin tức gửi ra bên ngoài đều bị kiểm duyệt, buộc phóng viên phải lén gửi các bản sao bài viết theo những du khách di chuyển đi các nước khác. Tất cả đường dây điện thoại tại nhà và văn phòng của nhân viên quân sự và đại sứ quán Hoa Kỳ đều bị cắt. Trưởng phái đoàn USAID, ông Joe Brant, đã bị chặn lại và bị khám xét trên đường đi làm; các quan chức Hoa Kỳ khác thì bị trì hoãn các cuộc họp với quan chức Việt Nam hoặc bị làm khó khi xin phép di chuyển sau giờ giới nghiêm. 14.000 cố vấn quân sự Mỹ tại Việt Nam đã nhận lệnh ở yên trong nhà, mọi kỳ nghỉ đều bị hủy bỏ.
Đối với dân chúng Việt Nam Cộng hòa, các cuộc tấn công của chính quyền gây ra làn sóng phẫn nộ rộng khắp. Vào nửa đêm ngày 22 tháng 8, các tướng Đôn, Đính và Khiêm thông báo cho Nhu rằng các cuộc biểu tình của sinh viên sẽ diễn ra trong ba ngày liên tiếp, đồng thời đề nghị đóng cửa trường học, nhưng khi Nhu dẫn họ đến gặp Tổng thống Diệm thì ông Diệm đã từ chối vì cho rằng sinh viên nên được phép bày tỏ quan điểm, dù không thường xuyên biết về các hoạt động chính trị. Sinh viên Đại học Sài Gòn sau đó đã bãi khóa và nổi loạn, dẫn đến hàng loạt vụ bắt giữ, giam cầm và việc đóng cửa trường. Những sự việc tương tự cũng diễn ra tại Đại học Huế.

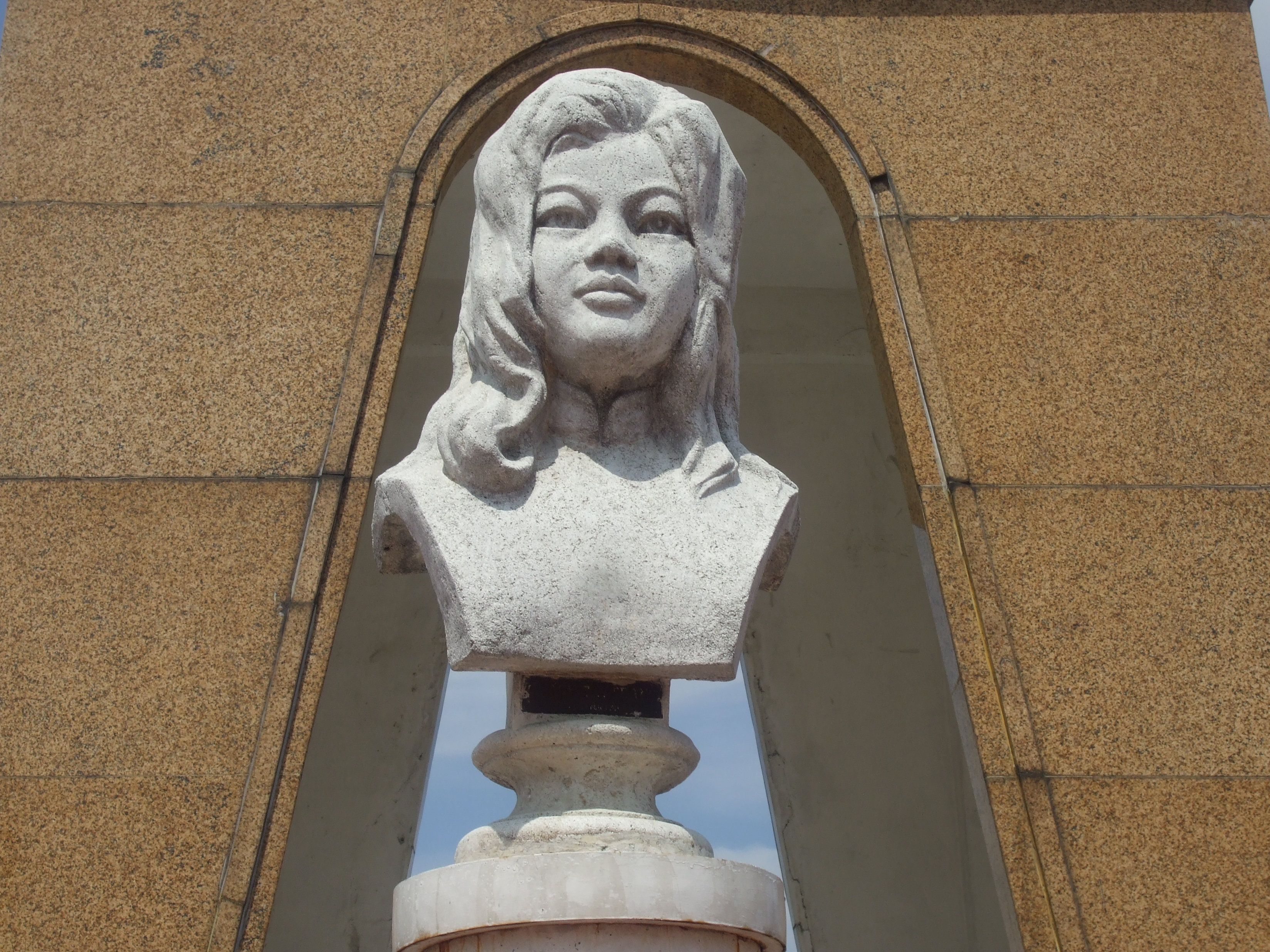
Tượng Quách Thị Trang, người bị bắn chết trong vụ biểu tình ngày 25 tháng 8 phản đối chính quyền Ngô Đình Diệm đàn áp Phật giáo, tại bùng binh trước cửa chính chợ Bến Thành

Ngay trong ngày 21 tháng 8 năm 1963, nhiều khoa trưởng, giáo sư các trường đại học tại Việt Nam Cộng hòa đã từ chức. Một Ủy ban chỉ đạo học sinh, sinh viên cũng đã được thành lập, ra tuyên bố nghỉ học và bãi khóa. Ngày 24 tháng 8, tại Sài Gòn, 1.200 sinh viên Đại học Bách khoa, 700 sinh viên Đại học Dược, 1.200 sinh viên Đại học Luật, sinh viên Đại học Y khoa đã bỏ thi, bãi khóa, biểu tình nhằm phản đối chính quyền Ngô Đình Diệm, đòi quyền tự do tín ngưỡng. Khi Ngô Đình Diệm ra lệnh đóng cửa trường học, thì ngay ngày 25 tháng 8, hàng nghìn sinh viên, học sinh Sài Gòn đã xuống đường phản đối chính quyền ở khu vực Chợ Bến Thành, và nhận được sự hưởng ứng của người dân, thương nhân khu vực chợ. Cảnh sát đã nổ súng vào đoàn người biểu tình, nữ sinh Quách Thị Trang chết, được cho là bị bắn nát đầu, khoảng hai nghìn nam nữ sinh viên bị bắt và đưa về giam ở Trung tâm Huấn luyện Quốc gia Quang Trung. Tại trường nữ trung học Trưng Vương, học sinh treo biểu ngữ chỉ trích Diệm và vợ chồng Nhu, trong khi học sinh từ các trường nam sinh tương ứng thì đập phá cửa kính và giăng biểu ngữ với lời lẽ thô tục nhắm vào bà Nhu. Khi học sinh trung học biểu tình, Diệm cũng đã cho bắt giữ họ. Hai học sinh bị bắt, đưa ra một cuộc họp báo và buộc phải thừa nhận một cách sai trái rằng họ là cộng sản và đã "tẩy não" cả trường sau khi bị tra tấn để ép cung. Hơn một nghìn học sinh từ các trường trung học hàng đầu ở Sài Gòn, phần lớn là con em công chức và sĩ quan quân đội, bị đưa đến các trại cải tạo. Nhiều sĩ quan và công chức cấp cao phải đích thân can thiệp để xin cho con cháu được thả, làm tinh thần trong giới chức chính quyền và quân đội ngày càng giảm sút. Các vụ ẩu đả đã nổ ra giữa cảnh sát và phụ huynh học sinh, mà phần lớn là sĩ quan hoặc công chức nhà nước.
Trong chính phủ Đệ Nhất Cộng hòa, Bộ trưởng Ngoại giao Vũ Văn Mẫu từ chức và cạo đầu như một nhà sư để phản đối, xin rời đất nước sang Ấn Độ hành hương. Tuy nhiên, gia đình họ Ngô đã cho bắt ông trước khi ông có thể rời đi. Tướng Đính đã giảm nhẹ hình phạt theo yêu cầu của một sĩ quan và quản thúc tại gia đối với ông Mẫu thay vì giam giữ. Vũ Văn Mẫu cũng được cho là tham gia vào buổi mít tinh và tuần hành với sinh viên tại trường Luật khoa trong ngày 24 tháng 8. Đại sứ Việt Nam Cộng hòa tại Hoa Kỳ và cũng là cha ruột của vợ Ngô Đình Nhu là Trần Văn Chương cũng đã từ chức để phản đối, cùng với toàn bộ nhân viên đại sứ quán, chỉ trừ duy nhất một người. Ông Chương cáo buộc Diệm đã "sao chép chiến thuật của các chế độ toàn trị" và cho rằng chừng nào Diệm và vợ chồng Nhu còn tại vị thì “không có một phần trăm cơ hội nào để thắng cộng sản". Bà Chương, đại diện của Việt Nam Cộng hòa tại Liên Hợp Quốc cũng từ chức, tố cáo chính quyền Diệm đã thực hiện các vụ xử tử hàng loạt và thiết lập một chế độ khủng bố. Bà dự đoán rằng nếu Diệm và vợ chồng Nhu không rời khỏi Việt Nam thì họ sẽ bị giết trong một cuộc nổi dậy.
Đài Tiếng nói Hoa Kỳ loan tin rằng ông Chương từ chức để phản đối chính sách của gia đình họ Ngô, nhưng chính phủ Sài Gòn phủ nhận và tuyên bố ông bị bãi nhiệm vì gửi một bức điện "không thể chấp nhận về hình thức lẫn nội dung". Họ cho rằng Diệm từ lâu đã không hài lòng với ông Chương và nay quyết định thay thế ông. Trong khi đó, hai anh em Diệm–Nhu tìm cách chia rẽ hàng ngũ quân đội bằng việc chi tiền một cách chọn lọc cho một số tướng lĩnh nhằm gây ra sự ghen ghét và bất hòa. Công chức Việt Nam cũng làm việc một cách miễn cưỡng hơn, đặc biệt khi phối hợp với cố vấn Mỹ, vì họ tin rằng Hoa Kỳ đang tài trợ cho người của Tung, tức gián tiếp dính líu vào các cuộc tấn công chùa chiền.

## Sự thay đổi trong chính sách của Hoa Kỳ
Khi chính phủ Hoa Kỳ nhận ra sự thật về ai là người đứng sau các cuộc đột kích vào chùa, họ đã phản ứng bằng thái độ bất bình rõ rệt đối với chế độ Diệm. Trước đó, Mỹ theo đuổi chính sách âm thầm khuyên nhủ gia đình họ Ngô hòa giải với Phật giáo trong khi vẫn công khai ủng hộ mối quan hệ hợp tác. Tuy nhiên, sau các cuộc tấn công, hướng đi này bị xem là không thể tiếp tục. Ngoài ra, các vụ tấn công lại do Lực lượng Đặc biệt được huấn luyện bởi Hoa Kỳ và tài trợ qua CIA thực hiện, khiến Đại sứ Henry Cabot Lodge rơi vào "cái thế đã rồi". Một đại sứ phương Tây nhận định rằng các cuộc đột kích là dấu hiệu cho thấy "hồi kết của nỗ lực hòa giải của người Mỹ đã đến". Bộ Ngoại giao Hoa Kỳ ra thông cáo tuyên bố rằng các cuộc tấn công là "sự vi phạm trực tiếp" cam kết theo đuổi "chính sách hòa giải".
Ngày 24 tháng 8, chính quyền Tổng thống Kennedy gửi Công điện 243 (Cable 243) đến Lodge tại Đại sứ quán ở Sài Gòn. Nội dung công điện khuyên Lodge tìm cách loại bỏ vợ chồng Nhu khỏi quyền lực, hủy bỏ Dụ số 10 và tìm kiếm lựa chọn lãnh đạo thay thế nếu Diệm không chịu nghe theo các yêu cầu. Vì khả năng Diệm gạt bỏ Nhu được xem là gần như bằng không, thông điệp này trên thực tế đồng nghĩa với việc "khuyến khích" một cuộc đảo chính. Ngày 2 tháng 9, Tổng thống Hoa Kỳ John F. Kennedy đã nhận định phải "thay đổi chính sách" và "thay đổi cả người" để có thể giành được thắng lợi ở Việt Nam. Đài Tiếng nói Hoa Kỳ cũng phát sóng một tuyên bố đổ lỗi cho Nhu về các cuộc tấn công và xóa bỏ trách nhiệm của quân đội. Nhận thức rõ rằng Hoa Kỳ sẽ không phản đối đảo chính và cũng không cắt viện trợ hay áp đặt trừng phạt, các tướng lĩnh đã tiến hành đảo chính lật đổ Ngô Đình Diệm và Ngô Đình Nhu ngày 1 tháng 11 năm 1963, đồng thời bắt giữ và sát hại cả hai vào hôm sau.